# Guillermo Méndez
Guillermo Méndez, vollständiger Name Guillermo Andrés Méndez Aguilera, (* 26. August 1994 in Paysandú) ist ein uruguayischer Fußballspieler.

## Karriere

### Verein
Der 1,80 Meter große Mittelfeldakteur Méndez stand bis 2012 in Reihen der Nachwuchsmannschaft des uruguayischen Erstligisten Nacional Montevideo. 2012 wechselte er nach Belgien zu Standard Lüttich. In der Spielzeit 2012/13 kam er dort allerdings nicht in der Pro League zum Einsatz und schloss sich während der Saison auf Leihbasis VV St. Truiden an. Bis zum Saisonabschluss wurde er dort achtmal in der Zweiten Division eingesetzt und erzielte einen Treffer. In der Saison 2013/14 lief er elf weitere Male in der Liga auf, schoss dabei zwei Tore und wurde sodann 2014 innerhalb der laufenden Spielzeit auf Leihbasis an den spanischen Klub AD Alcorcón weitergereicht. Dort bestritt er bis zum Ende der Saison ein Spiel (kein Tor) in der Liga Adelante. Im Juni 2014 beendete er das dortige Engagement. Weitere Einsätze im Profifußball in der Spielzeit 2014/15 und darüber hinaus sind zunächst nicht verzeichnet. Zum Jahresanfang 2016 schloss er sich dann Bella Vista im uruguayischen Amateurfußball an. Mitte August 2016 wechselte er zu Unión de Santa Fe nach Argentinien. Von 2018 bis 2019 spielte er für Unión de Sunchales und ist seitdem vereinslos.

### Nationalmannschaft
Méndez war Mitglied der von Fabián Coito trainierten uruguayischen U-15-Auswahl, die bei der U-15-Südamerikameisterschaft 2009 in Bolivien teilnahm und den vierten Platz belegte. Er stand im Aufgebot der uruguayischen U-17-Auswahl bei der U-17-Südamerikameisterschaft 2011 in Ecuador. Auch nahm er mit ihr an der U-17-Weltmeisterschaft 2011 in Mexiko teil. Dabei trug er mit zwei Toren bei sieben Einsätzen zum Gewinn des Vize-Weltmeistertitels bei.

### Erfolge
- U-17-Vize-Weltmeister 2011
- U-17-Vize-Südamerikameister 2011